# Кадури, Ицхак
Раввин Ицхак Кадури (1898 ?, Багдад — 28 января 2006, Иерусалим) — один из самых известных раввинов Израиля и ведущий мизрахийский каббалист своего времени. В последние годы своей жизни его называли «Зкан ха-Мекубалим» (Старейшина Каббалистов).
Рав Кадури был широко известен тем, что наизусть знал книги Священного Писания и другие иудейские книги, посвятил свою жизнь молитвам за еврейский народ. Он был учителем и уважаемым руководителем семинарии иешивы «Нахалат Ицхак». Лично знал многих еврейских мудрецов и знаменитостей прошлого века, живших на Святой Земле и сохранявших веру ещё до основания Государства Израиль. Раввина Кадури уважали не только из-за его преклонного возраста. Он славился своей харизмой и мудростью. Главные раввины смотрели на него снизу вверх, как на праведника. Тысячи людей приходили к нему за советом или исцелением. Его благословения и амулеты были также широко известны способностью лечить людей от болезней и бесплодия. В своей жизни Кадури не опубликовал никаких религиозных книг или статей. Кроме этого, рав являлся одним из духовных лидеров партии «ШАС» и сефардского еврейства. На момент его смерти 28 января 2006, его возраст оценивался в 110—118 лет, и его год рождения до сих пор оспаривается.

## Биография
Рав Кадури родился в Багдаде в семье Зеэва Диба, торговца пряностями, и его жены Тупахи. Учился в известной иешиве «Бейт Зилха» в Багдаде, где успел поучиться у р. Йосефа Хаима, автора сборника «Бен-иш-хай» и величайшего лидера иракского еврейства XIX века. Молодой Ицхак проявил выдающиеся способности и к 17 годам знал весь Талмуд наизусть. В 17 лет впервые выступил с проповедью, но был вынужден её прекратить из-за того, что проявил свои каббалистические силы влияния на людей, не очень полезные для конкретных слушателей. С тех пор р. Кадури почти не выступал.
В 1922 году репатриировался в Палестину и поступил учиться в иешиву каббалистов «Шошаним ле-Давид», а затем в иешиву «Порат Йосеф» к раву Эфраиму Коэну, где были сосредоточены основные каббалисты Иерусалима, такие как р. Салман Элиаху и р. Иехуда Петая.
Перед браком со своей первой женой Сарой поменял свою фамилию на Кадури. В свободное от учёбы время занимался переплётом священных книг, которые выучивал наизусть, и мог полностью процитировать спустя много лет. Иешива «Порат Йосеф» была эвакуирована из Старого города во время Войны за независимость, а большинство книг в ней сгорели. После войны рав Ицхак учился в иешиве каббалистов Бейт-Эль, после чего создал собственную иешиву «Нахалат Ицхак» для изучения молитвы по комментариям рава Шалома Шараби. Вместе с иешивой рав Кадури создал также религиозный суд.
В 1988 году умирает рав Эфраим Коэн, и рав Ицхак наследует звание старейшины каббалистов. Его первая жена, Сара, умерла в 1989 году. Рав утверждал, что у него пропало былое ясновидение и возможность глубокого понимания Торы, так как он остался один, поэтому в 1993 году он женился во второй раз на 55-летней Дорит.
В 1996 году присоединяется к партии «ШАС» и становится её вторым духовным лидером. Крупные политики начинают приходить к раву на приём. Те, кого он принимает, в дальнейшем преуспевают. По рассказам последователей, рав неоднократно ездит на места бедствий, чтобы их остановить.

### Последние дни
Кадури прожил жизнь в бедности и простоте. Он мало ел, мало говорил и много времени проводил в молитве на местах захоронений праведников в Израиле. В январе 2006 года Кадури был госпитализирован с пневмонией в больницу Бикур-Холим в Иерусалиме. Кадури умер около 10 вечера 28 января 2006 года (29 тевета 5766). В последний путь его провожали все известнейшие раввины и политики Израиля. По оценкам, около 300 000 человек приняли участие в его похоронной процессии 29 января, провожая на кладбище Гиват Шауль при въезде в Иерусалим.

## Мессия
Незадолго до своей смерти Кадури заявил, что ожидает скорого прихода Машиаха (Мессии), а также что уже встретил его годом ранее. Некоторые из его последователей утверждали, что он оставил им написанную от руки записку, которую нужно было прочесть через один год после смерти самого Кадури. Записка была вскрыта, в ней было написано «ירים העם ויוכיח שדברו ותורתו עומדים», что переводится как «он поднимет народ и подтвердит, что его слово и закон стоят». Если взять первую букву каждого из этих слов, то получится слово יהושוע, которое читается как Йеошуа (Иисус). Это заявление вызвало очень противоречивую реакцию среди иудеев.